# Čampasak (provincija)
Čampasak, Čampassak ili Čampasack (laoški:   ຈຳປາສັກ) je jedna od šesnaest provincija u Laosu. 

## Zemljopis
Provincija se nalazi u jugozapadnom dijelu zemlje, prostire se na 15.415 km2.  Susjedne laoške provincije su Salavan na sjeveru, Sekong na sjeveroistoku i  Attapeu na istoku. Čampasak ima granicu s dvije države Kambođžom na jugu i Tajlandom na zapadu.

## Demografija
Prema podacima iz 2005. godine u provinciji živi 607.333 stanovnika, dok je prosječna gustoća naseljenosti 39 stanovnika na km². Stanovništvo se većinom sastoji od etničke skupine Lao ali ima i pripadnika naroda Chieng, Inthi, Kaseng, Katang, Kate, Katu, Kien Lavai, Laven, Nge, Nyaheun, Oung, Salao, Suay, Tahang i Tahoy.

## Administrativna podjela
Provincija je podjeljena na deset distrikta:
| karta | kod                 | ime              | laoški |
| ----- | ------------------- | ---------------- | ------ |
|       |                     |                  |        |
| 16-01 | Pak Sé              | ເມືອງປາກເຊ        |        |
| 16-02 | Sanasomboun         | ເມືອງຊະນະສົມບູນ     |        |
| 16-03 | Bachiangchaleunsouk | ເມືອງບາຈຽງຈະເລີນສຸກ |        |
| 16-04 | Paksong             | ເມືອງປາກຊ່ອງ       |        |
| 16-05 | Pathoumphone        | ເມືອງປະທຸມພອນ      |        |
| 16-06 | Phonthong           | ເມືອງໂພນທອງ       |        |
| 16-07 | Čampasak            | ເມືອງຈຳປາສັກ       |        |
| 16-08 | Soukhouma           | ເມືອງສຸຂຸມາ         |        |
| 16-09 | Mounlapamok         | ເມືອງມູນລະປະໂມກ    |        |
| 16-10 | Khong               | ເມືອງໂຂງ          |        |